# Schirnowsk
Schirnowsk (russisch Жирновск) ist eine Stadt mit 16.872 Einwohnern (Stand 14. Oktober 2010) in der Oblast Wolgograd im südlichen Russland.

## Lage
Schirnowsk liegt im Norden der Oblast Wolgograd, rund 320 Kilometer nördlich der Gebietshauptstadt Wolgograd und etwa 170 Kilometer südwestlich der Großstadt Saratow. Die nächstgelegene Stadt ist Kalininsk; dieses befindet sich in der benachbarten Oblast Saratow, etwa 70 km nördlich von Schirnowsk. In der Nähe von Schirnowsk fließt der Fluss Medwediza, der in den Don mündet.

## Geschichte
Die Stadt Schirnowsk ging in den 1950er-Jahren aus den ehemaligen Dörfern Schirnoje (Жирное) und Kurakino (Куракино) hervor, die beide bereits seit dem 17. oder 18. Jahrhundert bestanden. Nachdem Ende der 1940er-Jahre in der Nähe der Dörfer Erdölvorkommen entdeckt und erschlossen wurden, wurde Schirnowsk ab 1954 als Arbeitersiedlung aufgebaut. Bereits 1958 zählte die Siedlung fast 10.000 Einwohner und erhielt im selben Jahr Stadtrechte; ein Jahr später wurde der Ort zudem Verwaltungszentrum des gerade gebildeten Rajons in der Oblast Wolgograd.

### Bevölkerungsentwicklung
| Jahr | Einwohner |
| ---- | --------- |
| 1959 | 9.852     |
| 1970 | 14.656    |
| 1979 | 15.681    |
| 1989 | 16.792    |
| 2002 | 17.751    |
| 2010 | 16.872    |

Anmerkung: Volkszählungsdaten

## Wirtschaft
Heute gehört die Förderung und Verarbeitung des Mineralöls nach wie vor zu den wichtigsten Wirtschaftszweigen der Stadt. Darüber hinaus verfügt Schirnowsk über Betriebe der Nahrungsmittelindustrie.